# نيبريدا
بلدية نيبريدا (بالإسبانية: Nebreda)‏, هي إحدى بلديات مقاطعة برغش, التي تقع في منطقة قشتالة وليون, والتي تقع في شمال غرب إسبانيا.
يبلغ عدد سكانها 102 نسمة وفقاً لإحصائية سنة (2002).